# Orasema aenea
Orasema aenea är en stekelart som beskrevs av Charles Joseph Gahan 1940. Orasema aenea ingår i släktet Orasema och familjen Eucharitidae.
Artens utbredningsområde är Paraguay. Inga underarter finns listade i Catalogue of Life.